# Ông anh "trời đánh"
Ông anh "trời đánh" (tên gốc tiếng Thái: น้อง.พี่.ที่รัก, còn được biết rộng rãi tại thị trường quốc tế với tên tiếng Anh: Brother of the year) là một bộ phim hài hước Thái Lan năm 2018 do đạo diễn Witthaya Thongyooyong và hãng GDH 559 phát hành. Phim có sự tham gia của Sunny Suwanmethanon, Urassaya Sperbund và Nichkhun.

## Nội dung
Ngay từ thời thơ ấu, cậu nhóc Chut luôn nghĩ là em bé trong bụng mẹ là em trai để có người chơi robot và đá bóng cùng mình. Tiếc là ông trời đã không lắng nghe nguyện vọng này khi để mẹ cậu hạ sinh một cô em gái "hở chút là mè nheo khóc lóc". Theo thời gian trưởng thành, sự trái dấu giữa hai anh em ngày càng tăng, cứ hở ra là Chut và Jane lại chí chóe cãi nhau. Chut luôn thấy phiền vì cô em càng lớn càng giống mẹ, nhất là cái tính hay càu nhàu và thích quản đủ thứ "lông gà vỏ tỏi". Khổ nỗi, anh chàng lại kém xa em mình ở mọi khoản, từ chuyện học hành đến thể thao. 
Hai anh em rời quê nhà, lên Bangkok sinh sống để tìm kiếm cơ hội. Chut lười biếng và bắt em gái phục vụ cho mình trong nhiều năm, còn Jane thông minh và tự lập từ bé. Mỗi khi em gái có bạn trai, Chut lại tìm cách để ngăn cản. Trở về sau chuyến du học ở Nhật, Jane tham gia một công ty với mức lương cao. Cô có tình cảm với chàng doanh nhân thành đạt Moji (Nichkhun đóng) và cố giấu anh trai. Điều trùng hợp là công ty của Jane chính là khách hàng mới của công ty Chut. Nhiều mâu thuẫn trong công việc, đời tư xảy ra khiến quan hệ của hai anh em thêm căng thẳng. Không thể chịu đựng nổi nữa, cô nàng quyết định theo chồng sang Nhật. Vậy Chut có chịu để yên không?

## Diễn viên
- Sunny Suwanmethanon vai Chatchawan "Chatch"
- Urassaya Sperbund vai Jane
- Nichkhun vai Mochikawa "Moji"
- Manasaporn Chanchalerm vai Dear
- Kanticha Chumma vai cô gái quầy bar
- Anchuleeon Buagaew vai mẹ của Chatch và Jane
- Witthaya Jetapai vai dì Jane, Chut
- Theethat Suk-Im vai Chut (hồi đi học)
- Achiraya Nitibhon vai Jane (hồi đi học)
- Ritsu Dsugi vai Ryo (con của Jane - Moji)
- Misuzu Nakamura vai mẹ của Moji

## Phát hành
Ông anh "trời đánh" được khởi chiếu tại Thái Lan vào ngày 10 tháng 5 năm 2018 và nhanh chóng tạo nên một cơn sốt phòng vé. Chỉ trong ngày đầu công chiếu, bộ phim đã thu về 13 triệu baht (khoảng 9,3 tỷ đồng). Sau 4 ngày, doanh thu đã lên tới 66,76 triệu baht (khoảng 47,5 tỷ đồng) sau 4 ngày và sau 28 ngày là 147 triệu baht (khoảng 105 tỷ đồng). Với kết quả này, phim đã chính thức phá vỡ kỷ lục của "người tiền nhiệm" Thiên tài bất hảo tại thị trường nội địa (114 triệu baht ~ 81 tỷ đồng). Đây cũng chính là bộ phim điện ảnh nội địa của Thái Lan thành công nhất năm nay.Cần phải nói thêm rằng, Ông anh "trời đánh" được nhào nặn bởi bàn tay bậc thầy của đạo diễn Witthaya Thongyooyong và quy tụ dàn diễn viên bao gồm Sunny Suwanmethanont, Yaya Urassaya và Nichkhun (người Mỹ gốc Thái, thành viên nhóm nhạc Hàn Quốc 2PM). Về phần Nichkhun, đây là lần thứ hai chàng “hoàng tử Thái Lan” nhận một bộ phim tại quê nhà.

## Giải thưởng
| Năm  | Giải                       | Hạng mục                    | Đề cử               | Kết quả   |
| ---- | -------------------------- | --------------------------- | ------------------- | --------- |
| 2018 | Siamdara Stars Awards 2018 | Nam diễn viên xuất sắc nhất | Sunny Suwanmethanon | Đoạt giải |
| 2018 | Siamdara Stars Awards 2018 | Nữ diễn viên xuất sắc nhất  | Urassaya Sperbund   | Đoạt giải |
| 2018 | Siamdara Stars Awards 2018 | Phim điện ảnh xuất sắc nhất | Ông anh trời đánh   | Đề cử     |
| 2018 | Maya Award 2018            | Nữ diễn viên xuất sắc nhất  | Urassaya Sperbund   | Đoạt giải |